# Marmaskogen
Marmaskogen är en tätort i Söderhamns kommun, Gävleborgs län. 

## Befolkningsutveckling
| Befolkningsutvecklingen i Marmaskogen 1965–2020                                                            | Befolkningsutvecklingen i Marmaskogen 1965–2020 | Befolkningsutvecklingen i Marmaskogen 1965–2020 | Befolkningsutvecklingen i Marmaskogen 1965–2020 | Befolkningsutvecklingen i Marmaskogen 1965–2020 |
| --- | ----------------------------------------------- | ----------------------------------------------- | ----------------------------------------------- | ----------------------------------------------- |
| |                                                 |                                                 |                                                 |                                                 |
| År |                                                 |                                                 | Folkmängd                                       | Areal (ha)                                      |
| 1965 | 1965                                            |                                                 | 224                                             |                                                 |
| 1970 | 1970                                            |                                                 | 214                                             |                                                 |
| 1975 | 1975                                            |                                                 | 231                                             |                                                 |
| 1980 | 1980                                            |                                                 | 230                                             |                                                 |
| 1990 | 1990                                            |                                                 | 236                                             | 28                                              |
| 1995 | 1995                                            |                                                 | 253                                             | 29                                              |
| 2000 | 2000                                            |                                                 | 255                                             | 29                                              |
| 2005 | 2005                                            |                                                 | 254                                             | 29                                              |
| 2010 | 2010                                            |                                                 | 253                                             | 29                                              |
| 2015 | 2015                                            |                                                 | 1 585                                           | 292                                             |
| 2018 | 2018                                            |                                                 | 1 235                                           | 192                                             |
| 2020 | 2020                                            |                                                 | 1 217                                           | 196                                             |
| Anm.: Ny tätort 1965. Sammanvuxen 2015 med tätorterna Marmaverken och Söderala. Marmaverken utbruten 2018. |                                                 |                                                 |                                                 |                                                 |